# Sever Miclea
Sever Miclea (n. 1885 – d. 1934, Arad) a fost un deputat în Marea Adunare Națională de la Alba Iulia, organismul legislativ reprezentativ al „tuturor românilor din Transilvania, Banat și Țara Ungurească”, cel care a adoptat hotărârea privind Unirea Transilvaniei cu România, la 1 decembrie 1918.:p. 88

## Biografie
Miclea Sever a studiat la universitățile din Cluj, Viena și Budapesta. A fost avocat și redactor-responsabil la ziarul ”Românul”.:p. 88

## Activitatea politică
A fost membrul al Partidului Național Român, secretar C.N.R din Arad și secretar al Adunării Naționale de la Alba Iulia, unde a participat și ca delegat titular a Cercului electoral Pecica.
A fost membru al Marelui Sfat Național Român, și deputat în timpul guvernării Partidului Poporului (1926-1927).

## Recunoașteri
A fost decorat cu ordinul „Ferdinand I”.